# Passage du Cœur Navré
Le passage du Cœur Navré est une ruelle couverte de la ville française de Tours dans le Vieux-Tours, dans le département d'Indre-et-Loire.

## Situation et accès
Le passage du Cœur Navré est une étroite ruelle, couverte sur une grande partie de sa longueur ; comportant un coude à angle droit dans sa partie nord, elle mesure moins de 50 m de long.
Il relie la rue Colbert, ancienne Grande Rue et voie principale de Tours à l'époque médiévale, à la place Foire-le-Roi, importante place de Tours à partir de 1355 (première mention) mais surtout de 1545 quand une foire s'y déroule.

## Origine du nom
Son nom semble être dû à la présence d'une enseigne pendue à l'une des façades qui le bordaient. Cette enseigne représentait un cœur percé (navré) d'une flèche. Une tradition non documentée veut que ce nom évoque la tristesse des condamnés empruntant ce passage pour se rendre à l'échafaud dressé sur la place Foire-le-Roi,.

## Historique
La datation du passage n'est pas assurée ; il peut remonter aux XVe et XVIe siècles, comme les façades des demeures qui le bordent, ou être antérieur. C'est alors une dépendance du fief de l'abbaye de Saint-Julien.
Le passage du Cœur Navré (ses voûtes et les façades et toitures des maisons qui le bordent, hormis les façades sud des maisons 64 et 66 rue Colbert) est inscrit comme monument historique par arrêté du 8 juillet 1946.

## Bâtiments remarquables et lieux de mémoire

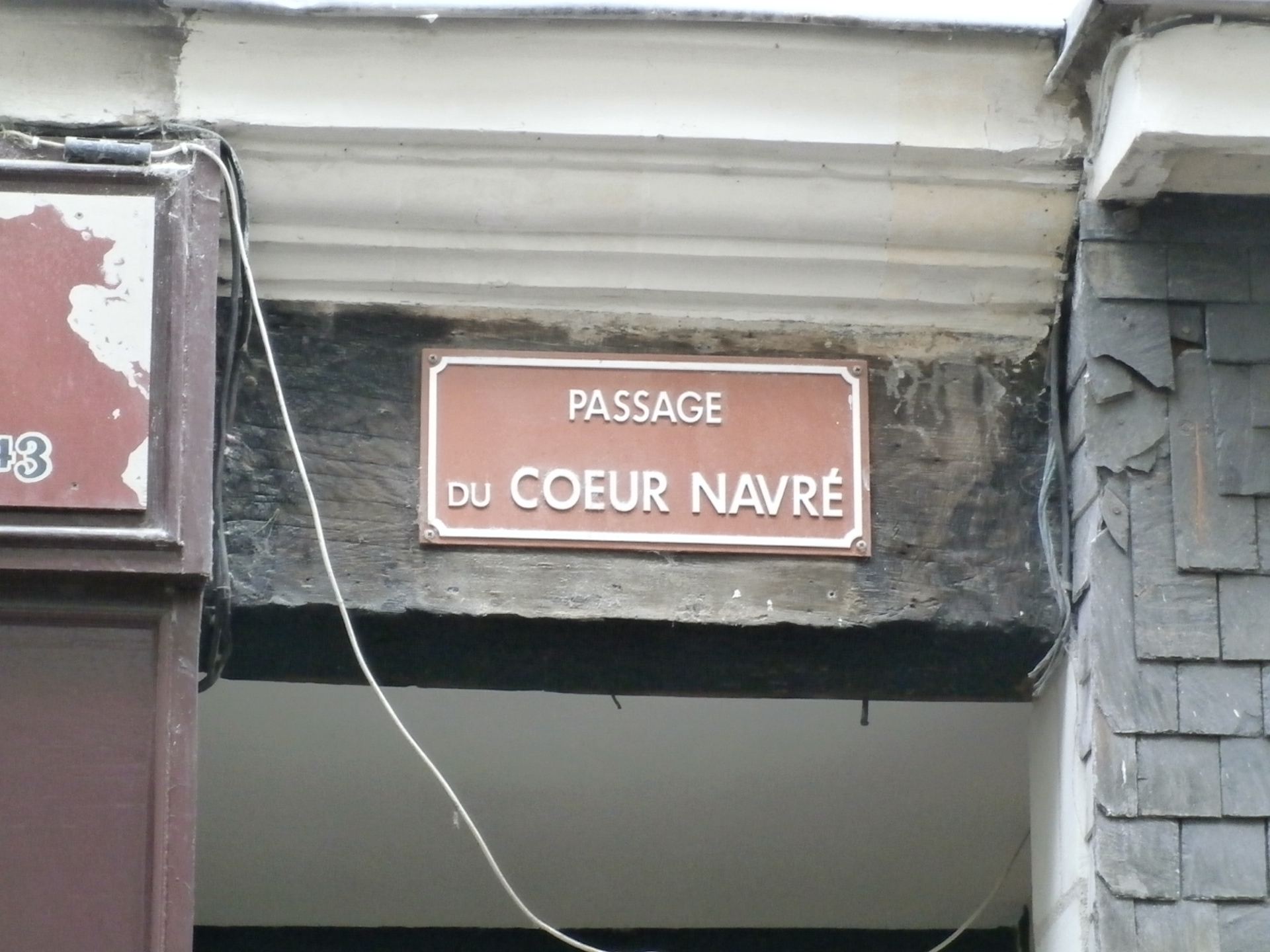
Entrée sud.
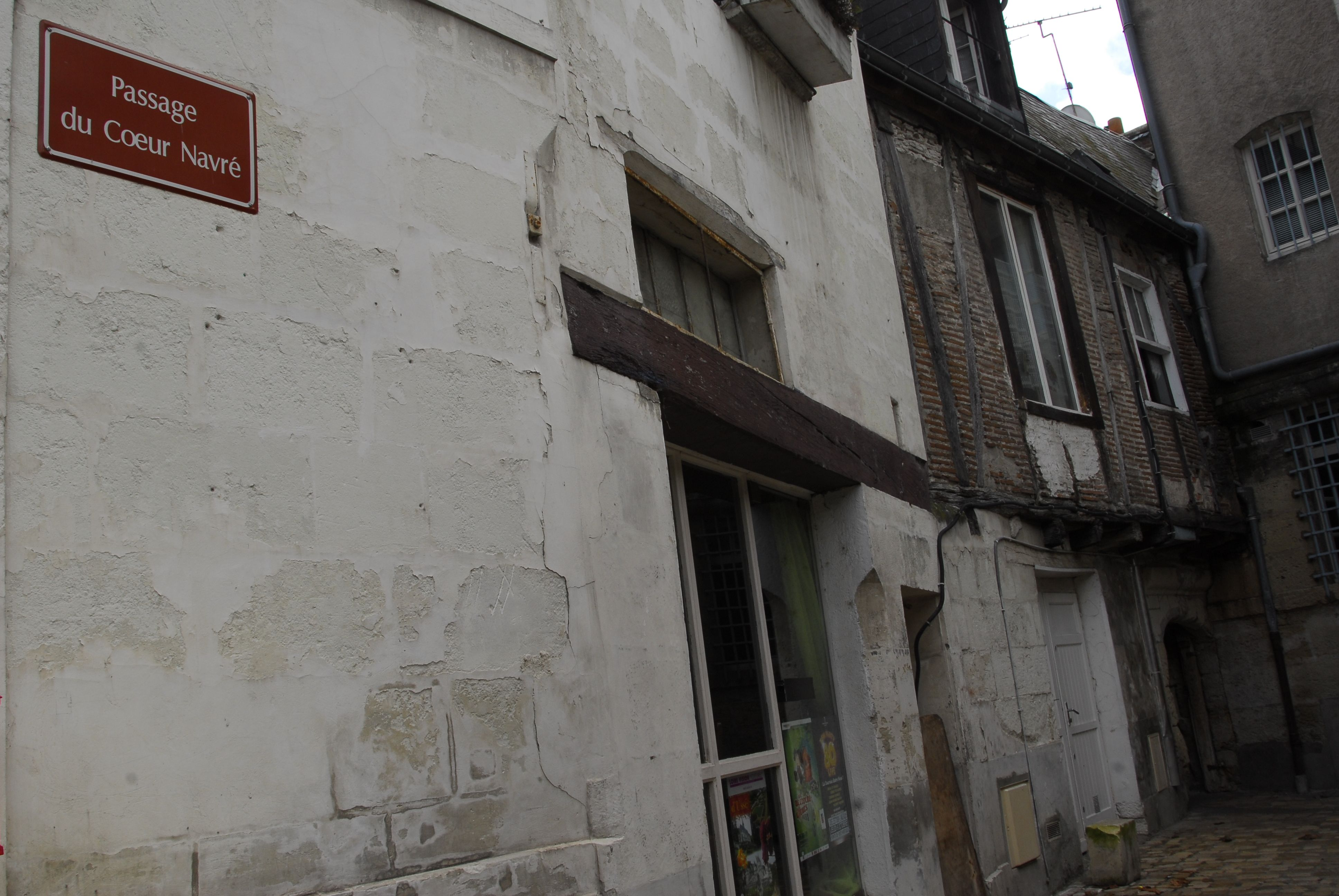
Entrée nord.
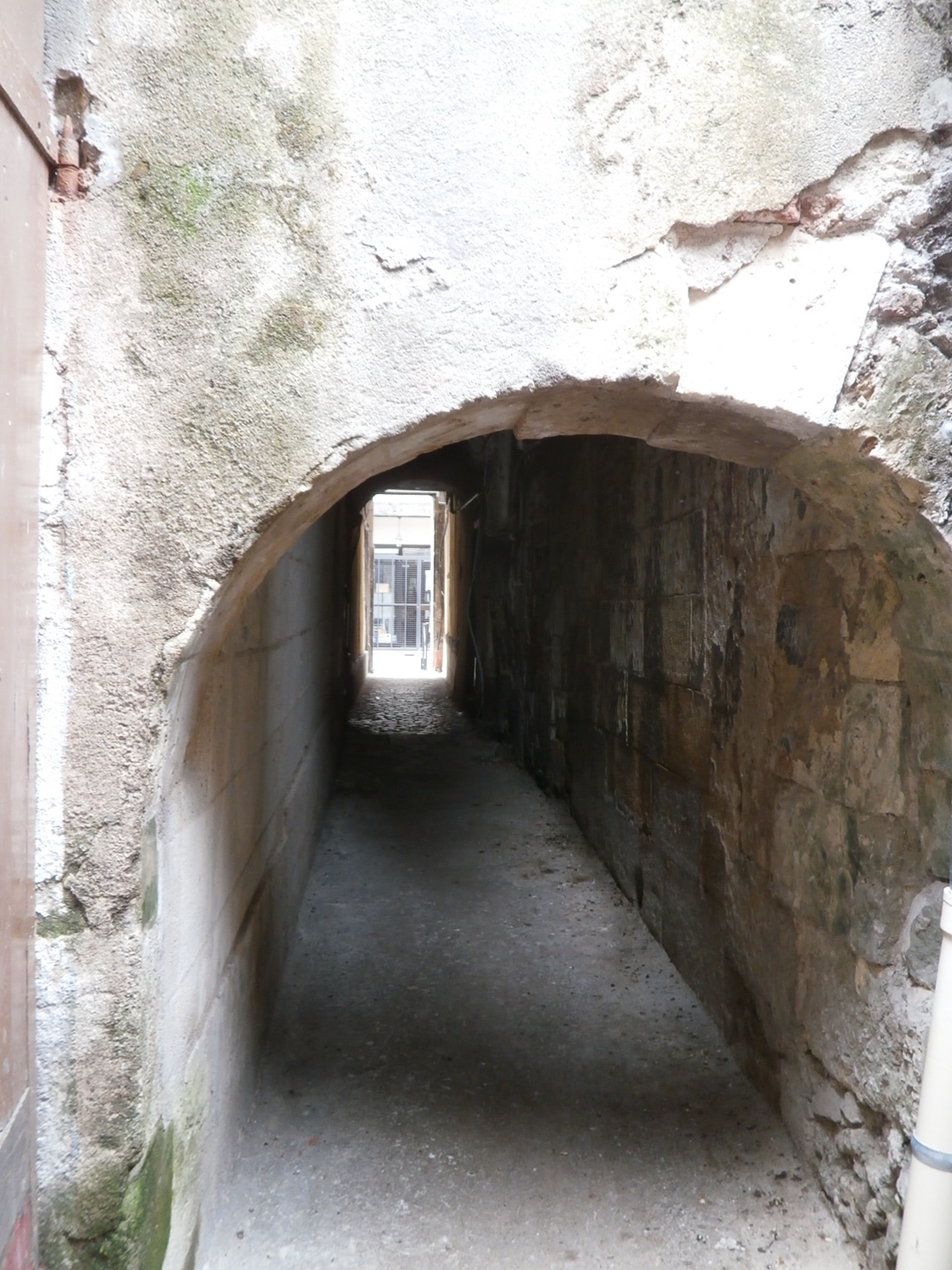
Entrée de la partie couverte.
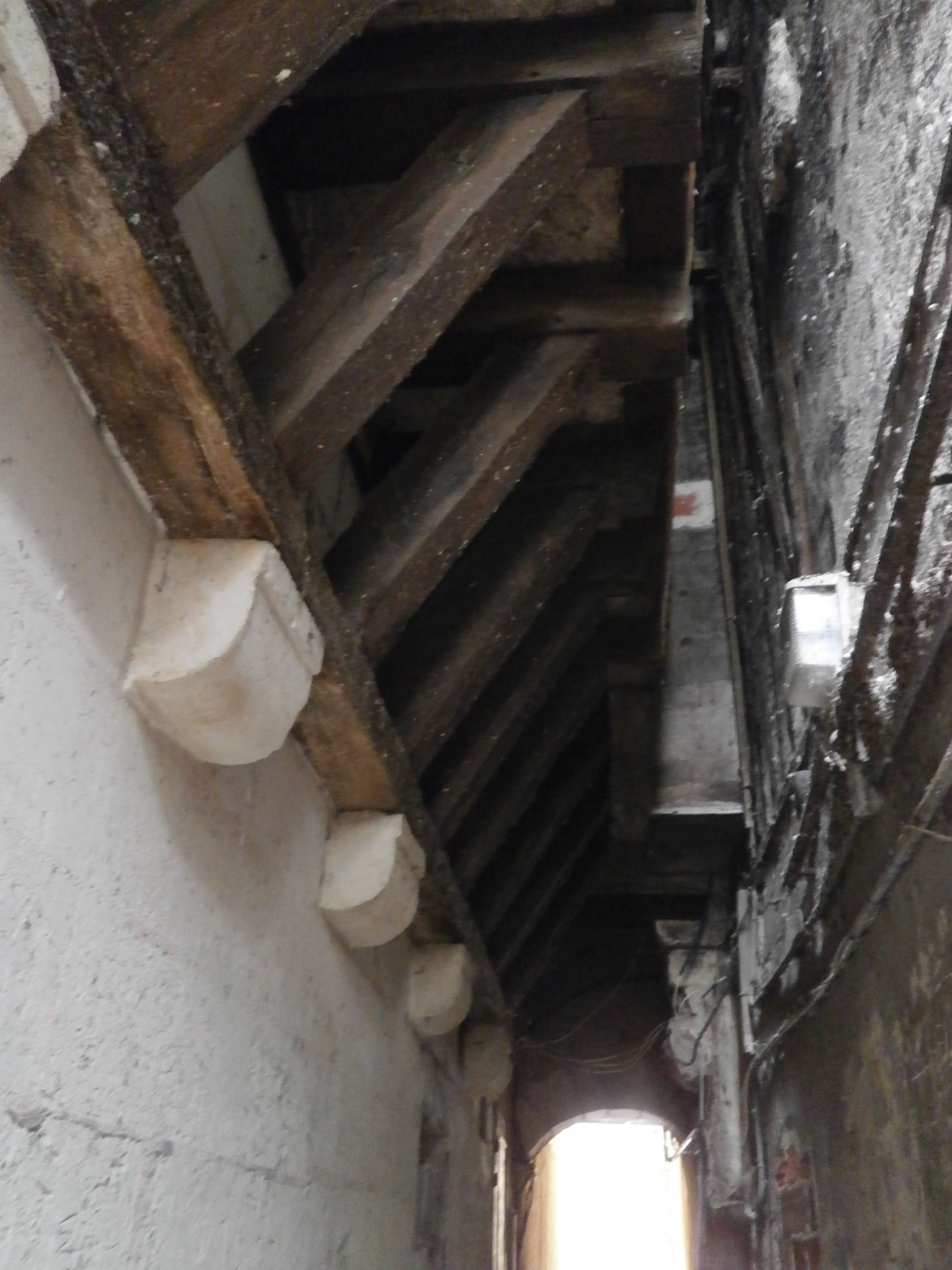
Charpentes sous la voûte.

## Pour en savoir plus